# Montegiardino
Montegiardino est un castello de Saint-Marin.

## Nom
Le nom du castello proviendrait du vert de son territoire, vallonné et montagneux. Cette interprétation se retrouve d'ailleurs dans les armoiries du Montegiardino.
En romagnol, dans sa variété parlée à Saint-Marin, le castello porte le nom de Munt Giardêin.

## Caractéristiques
Montegiardino occupe l'extrémité sud-est du pays. Faetano est limitrophe au nord, Fiorentino à l'ouest ; l'Italie borde les côtés est et sud du castello (communes de Monte Grimano et Sassofeltrio).
Montegiardino est la plus petite municipalité de Saint-Marin, tant en superficie (3,31 km2) qu'en population (967 habitants en 2019).
Montegiardino ne compte qu'une seule curazia (es) (« paroisse », subdivision des castelli) : Cerbaiola (en).

## Historique
Au Moyen Âge, le lieu est la possession des Malatesta de Rimini. Le village et ses terres sont rattachés à Saint-Marin en 1463, lors de la dernière expansion territoriale de la République, après la guerre saint-marinaise (it) entre Saint-Marin et la ville de Rimini (comme Domagnano, Faetano, Fiorentino et Serravalle).

## Administration
La liste suivante recense les capitaines (it) de Montegiardino.
| Début            | Fin              | Capitaine       | Parti         |
| ---------------- | ---------------- | --------------- | ------------- |
| 14 décembre 1997 | 22 décembre 2008 | Italo Righi     | Liste civique |
| 22 décembre 2008 | 30 novembre 2014 | Marta Fabbri    | Liste civique |
| 30 novembre 2014 |                  | Giacomo Rinaldi | Liste civique |

## Éducation
Montegiardino héberge le département d'économie et de technologie de l'université de Saint-Marin.

## Lieux et monuments
- Église San Lorenzo

## Sports
Le club de football de Montegiardino est la Società Polisportiva La Fiorita. Le stade du castello est le campo sportivo di Montegiardino (it).

## Résidents notables
- Edda Ceccoli (1947-), femme politique
- Giorgio Crescentini (en) (1950-), homme politique
- Giuseppe Maiani (en) (1924-2016), homme politique
- Giovanni Mengozzi (1726-1783), écrivain
- Anita Simoncini (1999-), chanteuse